# Freden i Köpenhamn

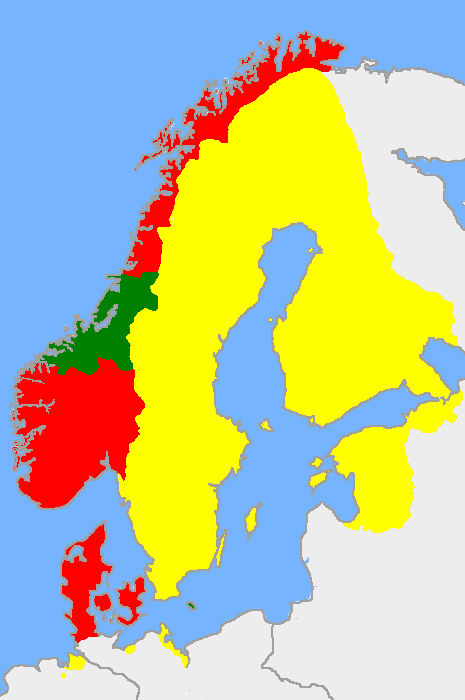
Områdena som Sverige tvingades återlämna till Danmark i Freden i Köpenhamn, markerat med grönt. Det svenska stormaktsväldet är markerat med gult; Danmark-Norge med rött.

Freden i Köpenhamn, Köpenhamnsfreden, kallas det fredsavtal som slöts mellan Sverige och Danmark 27 maj 1660. 
Efter freden i Roskilde 26 februari 1658, bröt krig ut igen i juni samma år, benämnt Karl X Gustavs andra danska krig.
I Köpenhamnsfreden bekräftades fredsfördraget från 1658 med undantagen att Sverige avhände sig Trondheims län och Bornholm mot att 18 gods i Skåne, de så kallade Bornholms vederlagsgods, överlämnades till den svenska kronan. Dessutom blev ön Ven, som fortsatte vara dansk efter freden i Roskilde, men besattes av svenska trupper samma år, nu formellt svensk i och med freden i Köpenhamn.
De nuvarande gränserna mellan rikena hade därmed fastställts. Sverige tvingades dessutom acceptera att främmande flottor tilläts i Östersjön. 